# Apiogaster mahota
Apiogaster mahota är en skalbaggsart som beskrevs av William Lucas Distant 1898. Apiogaster mahota ingår i släktet Apiogaster och familjen långhorningar.
Artens utbredningsområde är:
- Kenya.
- Moçambique.

Inga underarter finns listade i Catalogue of Life.